# Torpedo panthera
Torpedo panthera también conocido comúnmente como torpedo leopardo, es una especie de pez de la familia Torpedinidae. Se encuentra en Yibuti, Egipto, Eritrea, India, Irán, Omán, Pakistán, Arabia Saudita, Somalia, Sudán y Yemen. Su hábitat natural son los mares abiertos.

## Galería de imágenes

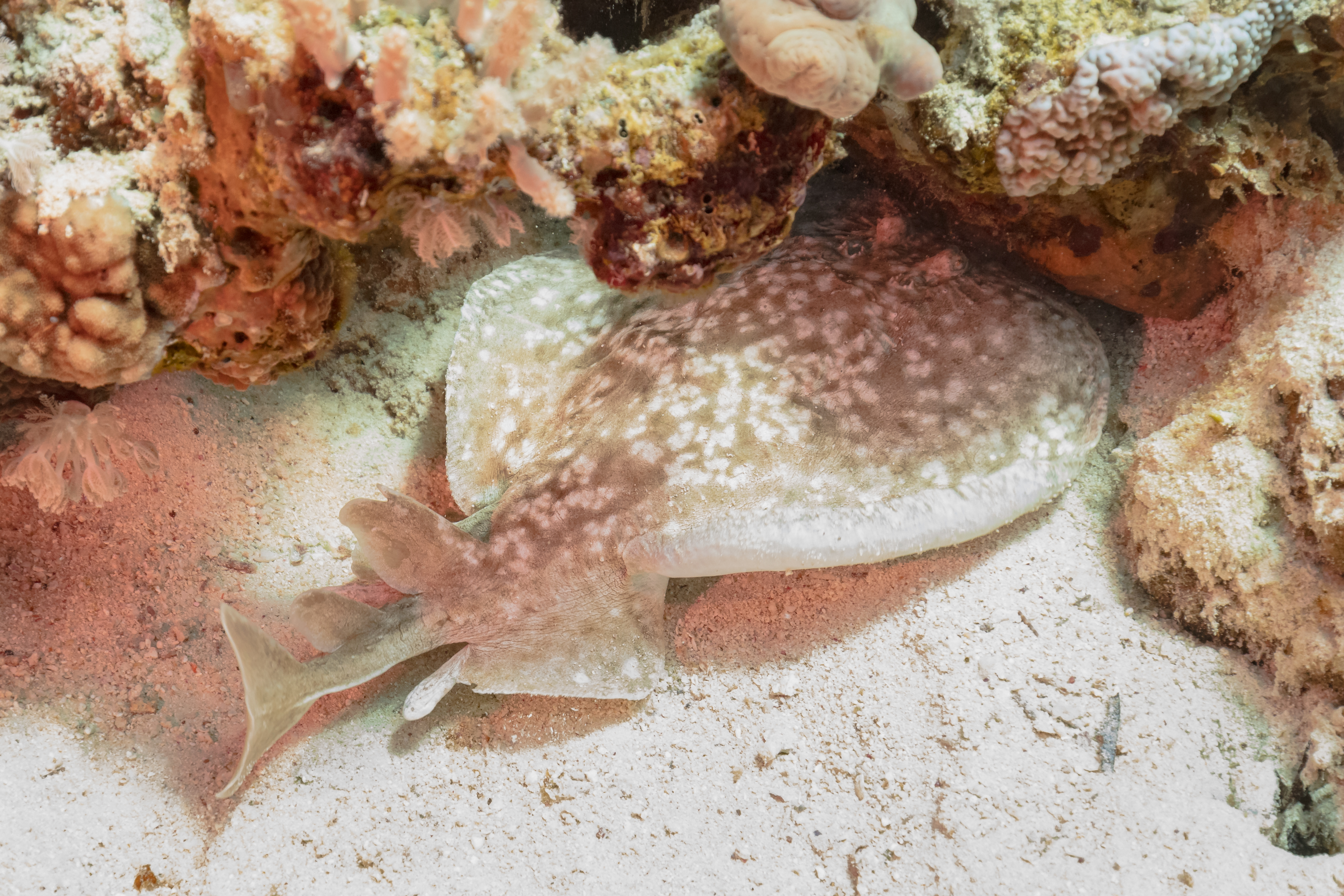
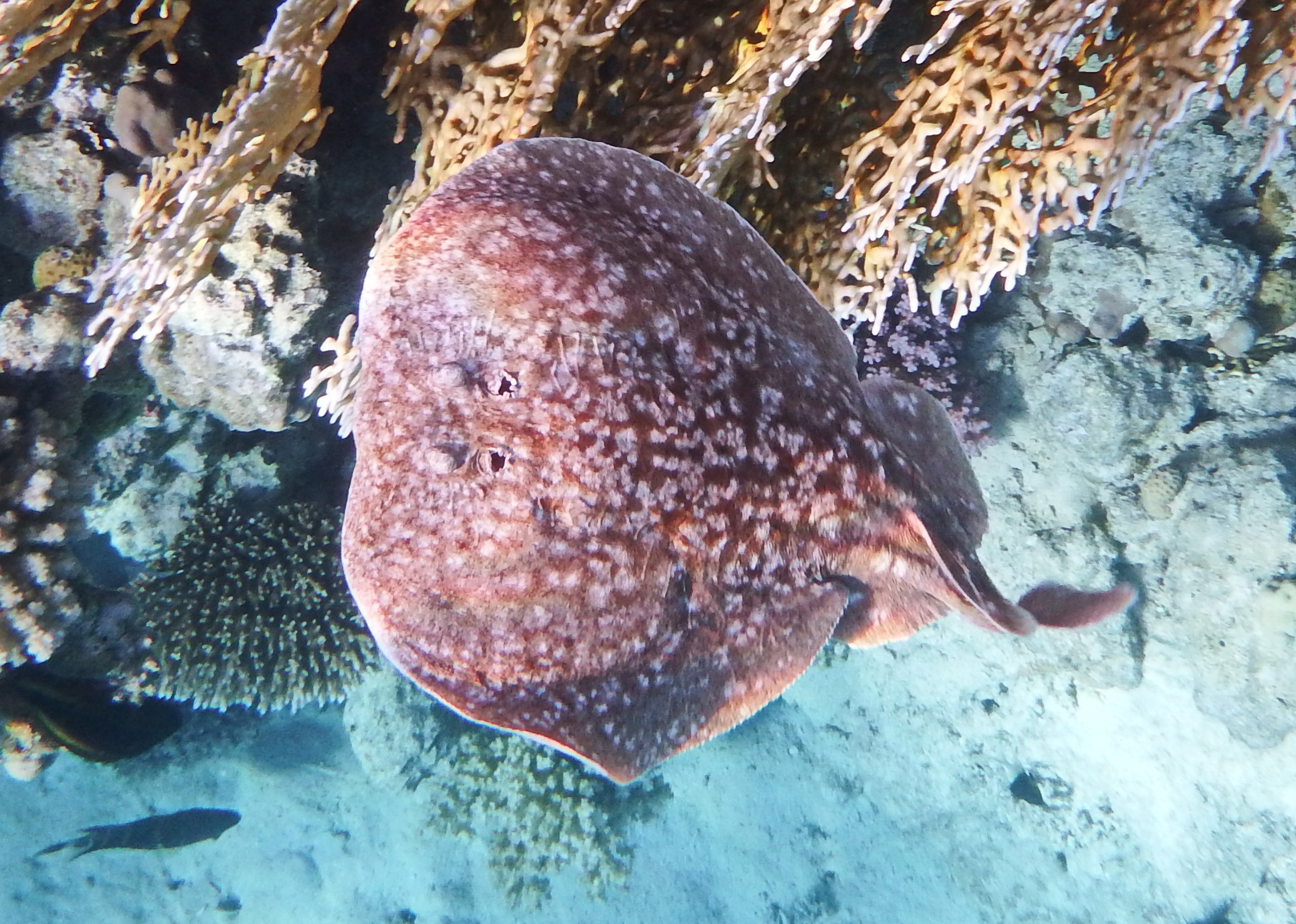
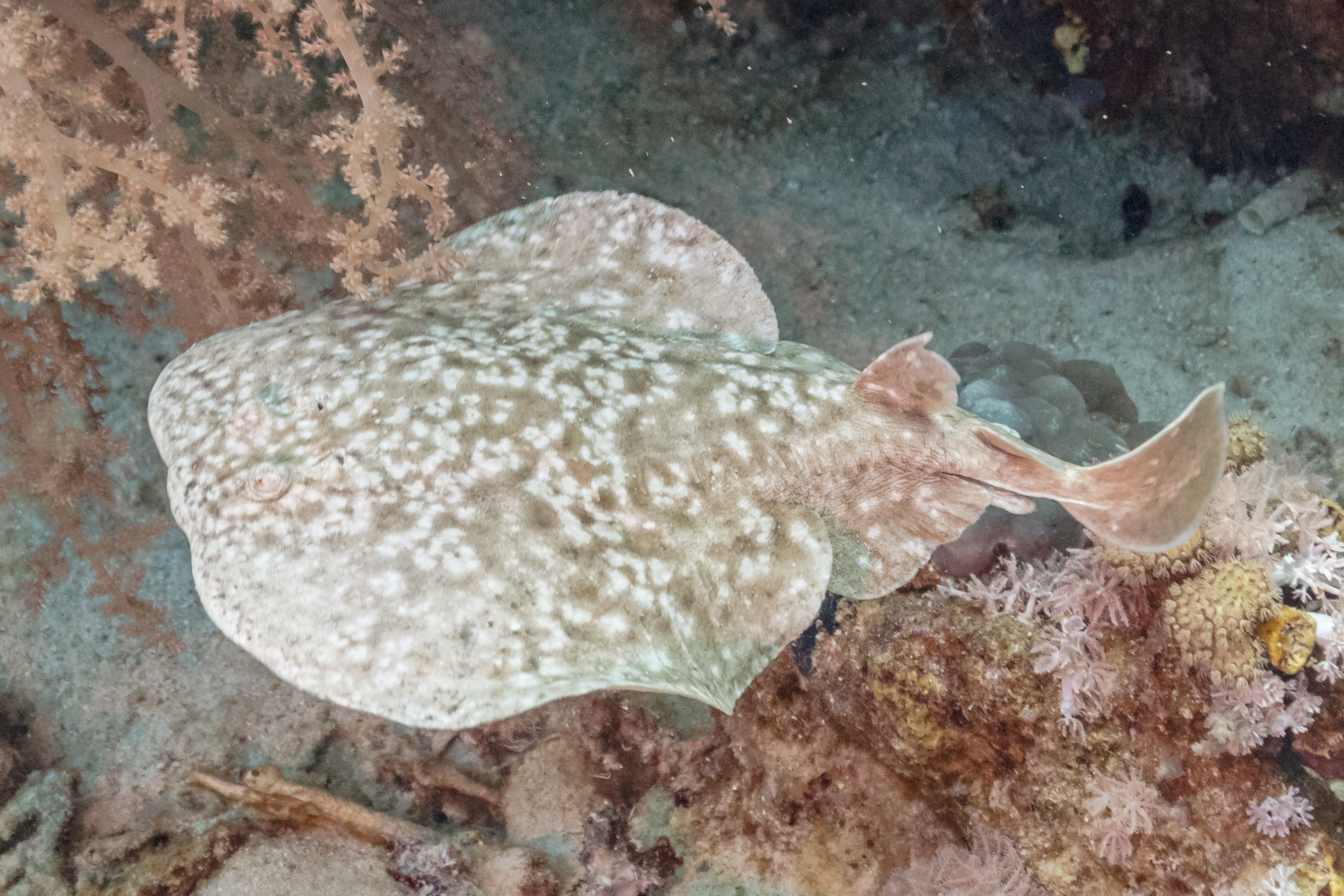
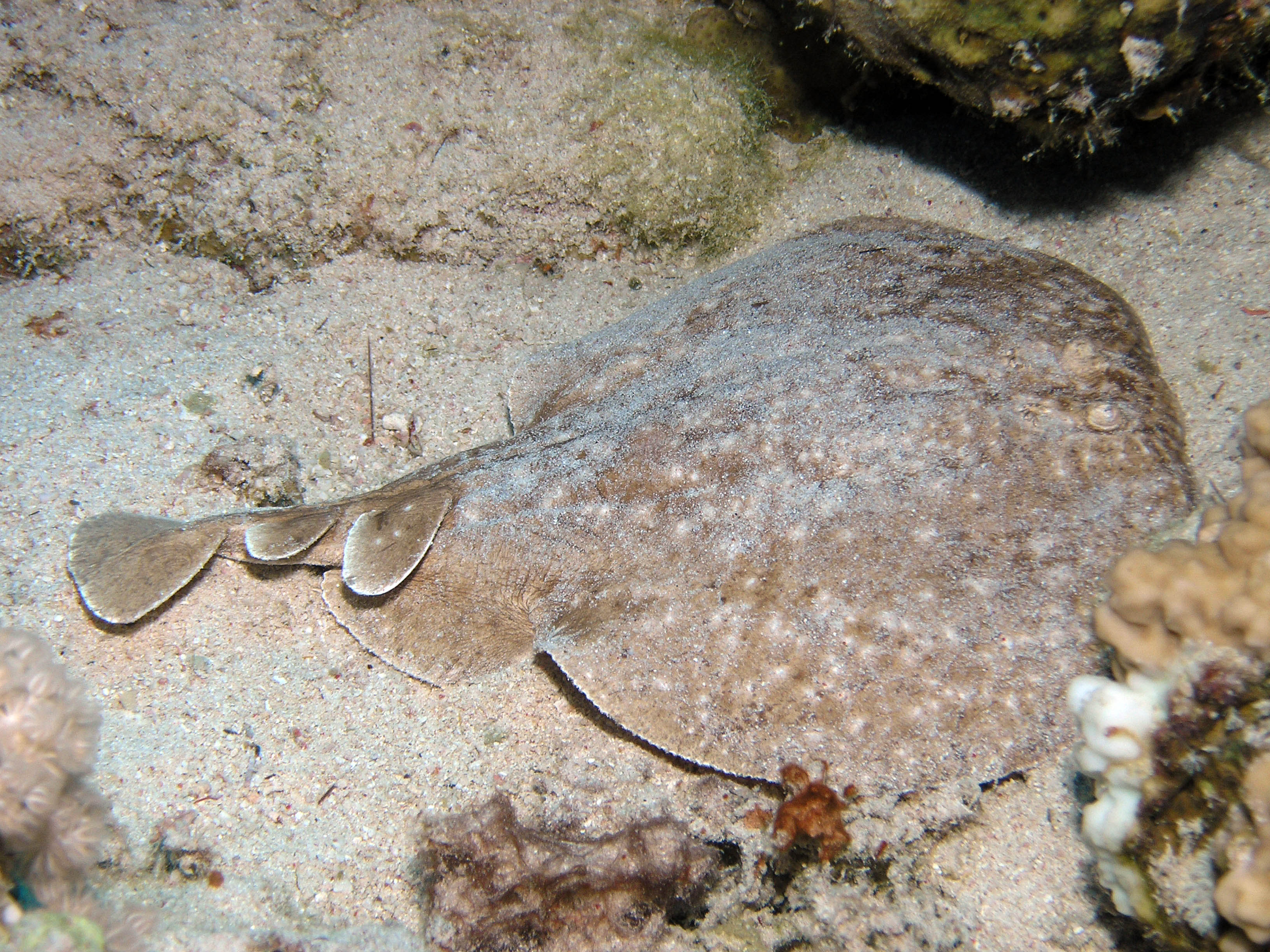
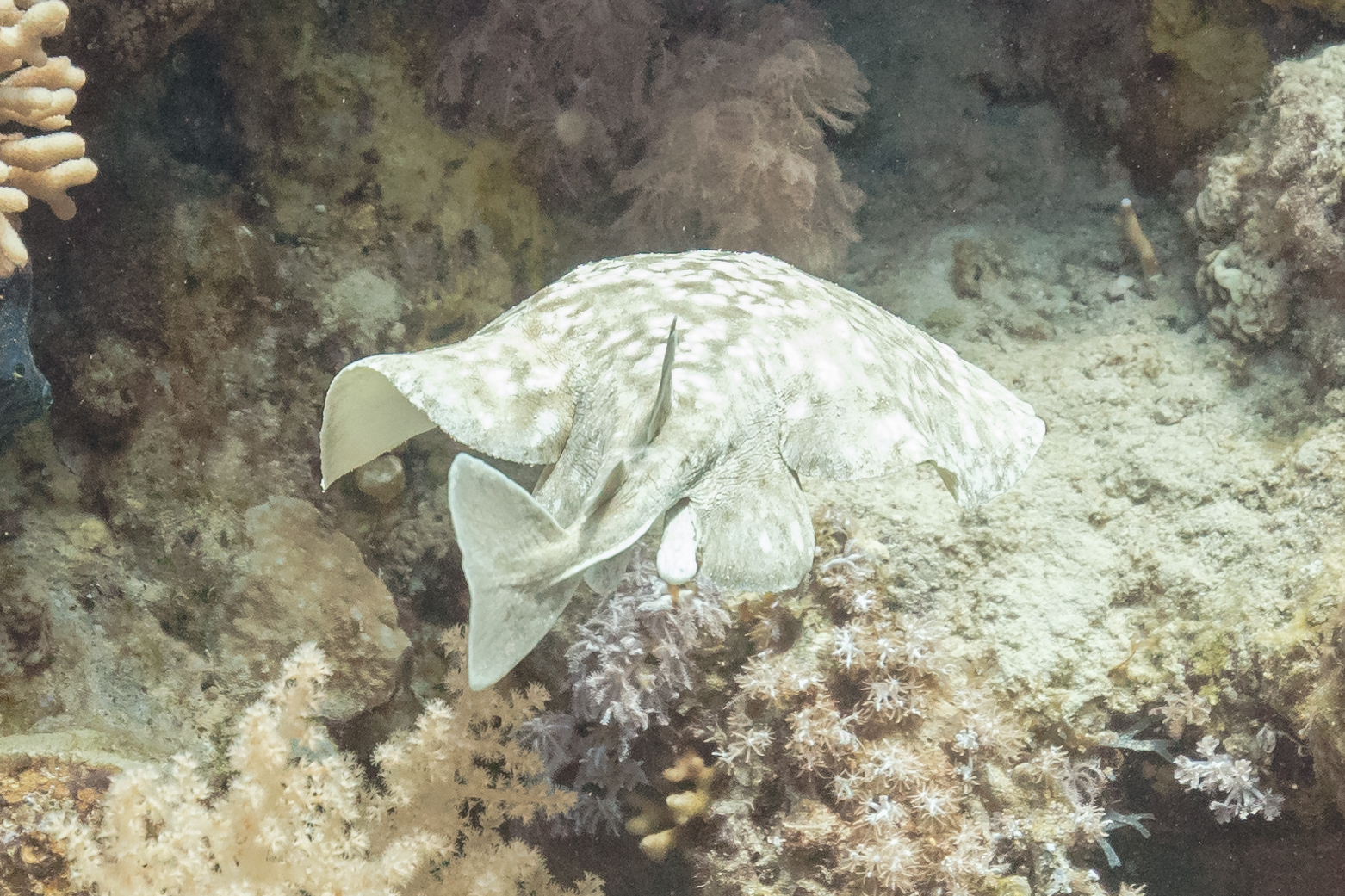